# Димитър Карамуков
Димитър Иванов Карамуков е български политик от БЗНС.

## Биография
Роден е на 8 август 1921 г. в хасковското село Малево. Член е на ЗМС от 1936 г. Бил е председател на нелегална младежка земеделска група. Работи с членове на РМС.
След 9 септември 1944 г. е член на Околийското ръководство на ЗМС в Хасково. От 1945 г. оглавява ЗМС в града. На следващата година става член на Управителния съвет на ЗМС и кандидат-член на СНМ. След това работи в Постоянното присъствие на БЗНС. През 1953 г. става председател на Окръжното ръководство на БЗНС, а от 1966 е председател на Изпълнителния комитет на Окръжния народен съвет в Пловдив. Член на Националния съвет на ОФ. Член на Постоянното присъствие на БЗНС. В периода 26 април 1979 – 12 април 1984 г. е секретар на Постоянното присъствие на БЗНС по селското стопанство. Награден е с орден „Георги Димитров“ (1981 г.).
Умира на 12 април 1984 г. в София.